# Mas Provençal
Mas Provençal és una masia de Riudellots de la Selva (Selva) inclosa a l'Inventari del Patrimoni Arquitectònic de Catalunya.

## Descripció
Es tracta d'una casa de dues plantes amb vessants a laterals. Està totalment reformada i només manté l'estructura original, els elements de pedra de la façana no són els originals i els murs han estat arrebossats sense pintar. Les obertures són rectangulars amb brancals, ampit i llinda de pedra nova. La porta principal, al centre, és d'impostes i a la llinda hi ha la inscripció "Mas Provensal 1677", conserva la data tot i no sé la inscripció original.
Als extrems es veuen els carreus ben tallats i tot el voltant de la casa està pavimentat amb rajols. Cal destacar la finestreta que correspon a les golfes, és d'arc de mig punt de pedra, amb una reproducció en pedra de la verge de Montserrat al davant, com si es tractés d'una fornícula. A la part esquerra de l'edifici, hi ha un cos afegit que correspon a un altre habitatge, totalment de construcció nova. El que encara es conserva és el paller, a pocs metres de la casa, situat a la banda esquerra, s'aprecien els cairats i les bigues de fusta, i les parets són de rajol.